# Acianthus
Acianthera je rod orhideja iz Australije, Tasmanije i Novog Zelanda, i još nekim otocima oceanije  (Chatham, Nova Kaledonija, Kermadec). Postoji 21 priznata vrsta

## Vrste
1. Acianthus aegeridantennatus N.Hallé
2. Acianthus amplexicaulis (F.M.Bailey) Rolfe
3. Acianthus atepalus Rchb.f.
4. Acianthus bracteatus Rendle
5. Acianthus caudatus R.Br.
6. Acianthus confusus Guillaumin
7. Acianthus corniculatus Rendle
8. Acianthus cymbalariifolius F.Muell. & Kraenzl.
9. Acianthus elegans Rchb.f.
10. Acianthus exsertus R.Br.
11. Acianthus fornicatus R.Br.
12. Acianthus grandiflorus Schltr.
13. Acianthus halleanus Kores
14. Acianthus heptadactylus Kraenzl.
15. Acianthus ledwardii Rupp
16. Acianthus macroglossus Schltr.
17. Acianthus oxyglossus Schltr.
18. Acianthus saxatilis D.L.Jones & M.A.Clem.
19. Acianthus sinclairii Hook.f.
20. Acianthus tenuilabris Schltr.
21. Acianthus veillonis N.Hallé